# Эквадорская партия рольдосистов
Эквадорская партия рольдосистов (исп. Partido Roldosista Ecuatoriano, PRE) — бывшая популистская политическая партия в Эквадоре, образованная в 1982 году Абдалой Букарамом. В 2014 году на её основе была создана новая партия Fuerza Ecuador («Сила Эквадора»).

## История
Эквадорская партия рольдосистов была названа в честь бывшего президента Хайме Рольдоса и основана после смерти Рольдоса его зятем Абдалой Букарамом как более левая фракция Объединения народных сил. Букарам был избран президентом в 1996 году, но на следующий год ему был объявлен импичмент. Хотя брат Хайме Рольдоса Леон Рольдос по-прежнему активно участвовал в эквадорской политике, он не являлся членом партии.
На всеобщих выборах 2002 года партия получила 15 из 100 мест, а партийный кандидат Хакобо Букарам Ортис набрал 11,9 % голосов на президентских выборах, заняв 6-е место. На всеобщих выборах 2006 года партия потерпела сокрушительное поражение, получив 6 из 100 мест в Конгрессе. Кандидат в президенты от партии в 1998 году Альваро Нобоа, который потерпел незначительное поражение на этих выборах, позже баллотировался в качестве кандидата в президенты в 2002, 2006 и 2009 годах от другой партии, но оба раза безуспешно участвовал во втором туре. Собственный же кандидат в президенты от партии на выборах 2006 года Фернандо Росеро получил менее 2 % голосов.
В 2014 году законный статус партии был отменён Национальным избирательным советом. На основе бывшей Эквадорской партии рольдосистов была создана партия-преемник Fuerza Ecuador.